# Thương vụ Nexen
Thương vũ Nexen là cách báo giới gọi việc mua lại tập đoàn dầu khí Nexen của Canada bởi Tổng công ty Dầu khí hải dương Trung Quốc (CNOOC). Nếu thành công, thì đây được xem là thương vụ mua lại doanh nghiệp nước ngoài lớn nhất từ trước tới nay của Trung Quốc.

## Bối cảnh
Ngày 21.9.2012, Tòa án tỉnh Alberta (nơi Nexen đặt trụ sở) đã bật đèn xanh cho phép CNOOC mua lại Nexen. Một ngày trước đó, các cổ đông của Nexen cũng bỏ phiếu ủng hộ vụ mua bán này. CNOOC đề nghị trả 27,5 USD/cổ phiếu của Nexen, đưa tổng giá trị hợp đồng lên đến 15,1 tỉ USD.
CNOOC hi vọng sẽ thâu tóm Nexen trong quý 4-2012. Tuy nhiên, hợp đồng này lại cần được chính phủ Canada, Mỹ và Anh cùng thông qua (do Nexen có khai thác dầu khí tại Mỹ và Anh). Canada cũng đã bắt đầu mở cuộc điều tra để đánh giá xem liệu thương vụ này có mang lại lợi ích gì cho đất nước mình không.

## Giá trị kinh tế của thương vụ
Nếu mua được Nexen thì CNOOC sẽ nắm quyền khai thác hàng loạt mỏ dầu và khí đốt ở tây Canada, biển Bắc, vịnh México và vùng ngoài khơi Nigeria. CNOOC khẳng định với việc thâu tóm được Nexen, CNOOC sẽ tăng sản lượng khai thác dầu thô và khí đốt lên 20% khi đặt mục tiêu tăng sản lượng dầu và khí đốt lên 6-10% mỗi năm từ năm 2011-2015.

## Sự lo ngại trong thương vụ
Tuy thương vụ được cả hai đối tác rất hào hứng và ưng ý, nhưng điều này đã mang lại lo ngại sâu sắc đối với chính phủ và dân chúng Canada. Theo khảo sát trong 1.200 người được hỏi ý kiến thì có đến 70% là phản đối thương vụ này.
Cơ quan Tình báo an ninh Canada cảnh báo "một số công ty do chính phủ nước ngoài sở hữu có ý đồ mờ ám hoặc nhận được sự hỗ trợ tình báo ngầm trong quá trình đầu tư vào Canada". Do đó, khi một công ty nước ngoài có quan hệ với cơ quan tình báo nước đó muốn kiểm soát những ngành chiến lược của nền kinh tế Canada, thì đó là mối đe dọa cho an ninh quốc gia. Các tổ chức nước ngoài này có thể sẽ lạm dụng sự kiểm soát đó để ăn cắp công nghệ hoặc thực hiện các hoạt động phản gián.
Trước dư luận phản đối, Bộ Công nghiệp Canada mới đây đã cam kết sẽ kiểm tra kỹ lưỡng mọi khía cạnh của thương vụ CNOOC - Nexen để đảm bảo lợi ích của đất nước.

## Ý đồ trong thương vụ Nexe
Theo một số chuyên gia uy tín phân tích, CNOOC khi mua lại Nexen là để mở rộng khai thác dầu ở các vùng nước sâu trên Biển Đông. CNOOC hiện mới chỉ có khả năng hoạt động ở các vùng nước nông do chưa có kinh nghiệm khai thác dầu ở các vùng nước sâu. Do vậy, tham vọng Biển Đông của CNOOC đang bị cản trở do chi phí khoan dầu tại các vùng nước sâu có thể lên tới 100 triệu USD/mỏ. Nếu mua được Nexen, CNOOC sẽ sở hữu các dự án khai thác dầu nước sâu của công ty Canada ở vịnh México. Nhờ đó, CNOOC có thể áp dụng kinh nghiệm này ở Biển Đông.